# Малък костур
Малките костури (Sebastes minor) са вид актиноптери от семейство Скорпенови (Scorpaenidae).
Таксонът е описан за пръв път от Владимир Барсуков през 1972 година.